# Clavija nutans
Clavija nutans ist eine Pflanzenart in der Familie der Primelgewächse aus dem südöstlichen bis nördlichen Brasilien, Paraguay und Bolivien.

## Beschreibung
Clavija nutans wächst als kleiner Strauch bis etwa 2,5 Meter hoch. Die einfachen und kurz gestielten Laubblätter sind wechselständig, schraubig an den Zweigenden angeordnet. Sie sind meist ganzrandig, kahl, dickledrig und verkehrt-eilanzettlich. Die langen Blätter sind bis zu 50 Zentimeter lang und meist spitz, mit keilförmiger Basis. Der relativ kurze, dicke Blattstiel ist bis 3 Zentimeter lang.
Clavija nutans ist gynodiözisch, also mit weiblichen und zwittrigen Exemplaren. Es werden lockere, traubige Blütenstände zwischen den Blättern gebildet. Bei den zwittrigen Pflanzen sind sie bis zu 30 Zentimeter lang, bei den weiblichen sind sie viel kürzer.
Die kleinen, duftenden, fünfzähligen und gestielten Blüten sind orange mit doppelter Blütenhülle. Die kleinen, kurz verwachsenen Kelchblätter besitzen dachige und breit-eiförmig Lappen. Die Kronblätter sind in einer kurzen Röhre verwachsen mit spreizenden Lappen. Die kurzen Staubblätter sind in den zwittrigen Blüten in einer kurzen Röhre verwachsen. Bei den weiblichen Blüten sind kürzere und fast freie ausgebildet. Es sind jeweils fleischige und lappige Staminodien vorhanden. Der kurze Stempel mit fast sitzender Narbe ist oberständig.
Es werden dunkelgelbe, rundliche, bis 3 Zentimeter große, mehrsamige, dünnschalige, ledrige Beeren gebildet. Die 2–6 Samen sind bis etwa 1 Zentimeter groß und von einer fleischigen, rötlichen Pulpe umhüllt.

## Verwendung
Die süßen Früchte sind essbar.